# Verena Mermer
Verena Mermer (* 1984 in St. Egyden am Steinfeld) ist eine österreichische Autorin.

## Leben
Verena Mermer besuchte nach der Volksschule in Höflein das Gymnasium in Wiener Neustadt. Anschließend studierte sie Germanistik, Romanistik und Indologie in Wien. Arbeitsaufenthalte führten sie nach Delhi, Baku und Cluj-Napoca.
Ihre Arbeiten veröffentlichte sie zunächst in Anthologien und Literaturzeitschriften wie kolik und perspektive. 2014 nahm sie am Literaturwettbewerb Wartholz teil, wo sie eine von zwölf Finalisten war. 2015 erschien mit die stimme über den dächern ihr Romandebüt. Mit der Kurzgeschichte Das Rotkehlchen ist sie in dem vierten Band der Viertel-Anthologien Mein Industrieviertel (2017) vertreten. Für Auszüge aus ihrem zweiten Roman Autobus Ultima Speranza (2018) erhielt sie unter anderem 2014 ein START-Stipendium für Literatur, 2016 den Exil-Literaturpreis für Autoren mit Deutsch als Erstsprache und 2017 ein Aufenthaltsstipendium am Literarischen Colloquium Berlin.
Sie lebt und arbeitet in Wien.

## Publikationen (Auswahl)
Als Autorin
- 2015: die stimme über den dächern, Roman. Residenz Verlag, Salzburg 2015, ISBN 978-3-7017-4510-4
- 2018: Autobus ultima Speranza, Roman. Residenz Verlag, Salzburg/Wien 2018, ISBN 978-3-7017-1699-9

Als Herausgeberin
- 2018: ... aber mir hat der Marxismus besser gefallen! Erinnerungen 1931 bis 2001 von Louise Werner, Verlag der Theodor Kramer Gesellschaft, Wien 2018, ISBN 978-3-901602-76-4

## Auszeichnungen und Nominierungen
- 2013: Longlist Europäisches Poesiefestival[4]
- 2014: Literaturpreis Wartholz – Finalistin
- 2014: START-Stipendium für Literatur
- 2016: Wortspiele – Publikumspreis
- 2016. Wiener Werkstattpreis –  Sonderpreis der Stadt Wien
- 2016: Exil-Literaturpreis für Autoren mit Deutsch als Erstsprache
- 2015: Aufenthaltsstipendium des Prager Literaturhauses deutschsprachiger Autoren
- 2016: Reisestipendium des BKA
- 2017: Aufenthaltsstipendium am Literarischen Colloquium Berlin
- 2017: Gustav-Regler-Förderpreis
- 2019: Literaturpreis der Europäischen Union – Österreich-Shortlist für Autobus Ultima Speranza[5]
- 2019: Förderungspreis der Stadt Wien für Literatur[6][7]